# Ageratum petiolatum
Ageratum petiolatum là một loài thực vật có hoa trong họ Cúc. Loài này được (Hook. & Arn.) Hemsl. mô tả khoa học đầu tiên năm 1881.